# Ясменка (приток Итомли)
Ясменка — река в Тверской области России.
Протекает в южном направлении по территории Ржевского района. Исток — в урочище Кузнецово Поле, юго-западнее деревни Байгорово. Впадает в реку Итомлю в 18 км от её устья по правому берегу. Длина реки составляет 12 км.
Вдоль течения реки расположены населённые пункты сельского поселения Итомля — деревни Орсино, Булатово и Бабенки.

## Данные водного реестра
По данным государственного водного реестра России относится к Верхневолжскому бассейновому округу, водохозяйственный участок реки — Волга от Верхневолжского бейшлота до города Зубцов, без реки Вазуза от истока до Зубцовского гидроузла, речной подбассейн реки — бассейны притоков (Верхней) Волги до Рыбинского водохранилища. Речной бассейн реки — (Верхняя) Волга до Куйбышевского водохранилища (без бассейна Оки).
Код объекта в государственном водном реестре — 08010100412110000000588.